# Ernst Haensli
Ernst Haensli SJ (* 31. Oktober 1912 in Luzern; † 15. Februar 1986 in Edlibach) war ein Schweizer Ordensgeistlicher, Rhetoriker und Pädagoge.
Haensli trat an seinem zwanzigsten Geburtstag der Ordensgemeinschaft der Gesellschaft Jesu bei. Am 16. Juli 1942 empfing er die Priesterweihe.
Er war Professor für Rhetorik und Homiletik an der Philosophischen Hochschule der Jesuiten im Berchmanskolleg in Pullach bei München. Unter anderem wurde er mit seinen Rhetorikseminaren am Management-Institut Hohenstein überregional bekannt. Später war er Leiter des psychotechnischen Dialogikseminars im Bildungszentrum Lassalle-Haus Bad Schönbrunn der Schweizer Jesuiten in Edlibach bei Zug.

## Schriften
- Bibel gegen Wachtturm. Winfried-Werk, Augsburg 1958.
- Rhetorik-Grundkurs: mit Einführung in Dialogik, Zug 1979.
- Reale Psychotechnische Dialogik oder Wissenschaft und Kunst der Wechselrede, Zug (Jahr unbekannt).
- Virtuelle Psychotechnische Dialogik oder Wissenschaft und Kunst der Einzelrede: mit Einführung in die Wissenschaft und Kunst der Wechselrede (=reale psychotechnische Dialogik), Zug (Jahr unbekannt).
- Verkündigung heute aus lebendigen theologischen Einsichten, in: Benzinger, Fragen der Theologie heute, Einsiedeln 1957.